# Troy Brauntuch
Troy Brauntuch (* 1954 in Jersey City, New Jersey) ist ein US-amerikanischer Fotograf und Zeichner.

## Leben und Werk
Troy Brauntuch studierte am California Institute of the Arts und erhielt 1975 den Bachelor für freie Kunst. In den 1980er Jahren war Brauntuch einer der ersten Appropriation Art Künstler und arbeitete zusammen mit Robert Longo und Cindy Sherman im South Street Seaport. Brauntuch ist Hochschullehrer an der University of Texas at Austin. Er lebt in Austin und New York City.
Groß und dunkel sind die fotorealistischen Bilder von Troy Brauntuch und erst dann erkennbar, wenn das Auge des Betrachters sich langsam angepasst hat. Balcony/Balkon (1984) ist mit Tusche und Pastell auf Leinen gezeichnet. Bag with Garbage/Tasche mit Müll (1, 2 und 3) von 2009 ist eine mit Conté auf Baumwolle gezeichnete Serie.

## Ausstellungen (Auswahl)
- 2007: Currents: Recent Acquisitions Hirshhorn Museum and Sculpture Garden, Washington DC
- 2006: Whitney Biennial Day for Night Whitney Museum of American Art, New York
- 2006: Drawing from the Modern 1975-2005 Museum of Modern Art, New York
- 1998: Fast Forward Kunstverein in Hamburg, Hamburg
- 1995: Glaube-Hoffnung-Liebe-Tod Kunsthalle Wien, Wien
- 1989: Prospect ‘89 Schirn Kunsthalle Frankfurt, Frankfurt
- 1983: New York Now Kunstverein für die Rheinlande und Westfalen, Düsseldorf
- 1982: documenta 7, Kassel
- 1982: Biennale di Venezia, Venedig
- 1982: New York Now Kestnergesellschaft, Hannover
- 1981: Westkunst, Köln

## Auszeichnungen
- 1981–83: National Endowment for the Arts
- 1999: Joan Mitchell Foundation